# Tisza Kata
Tisza Kata (Tisza Katalin Erzsébet; Marosvásárhely, 1980. augusztus 30. –) magyar írónő; a borosjenői és szegedi gróf Tisza család leszármazottja, Tisza Kálmán miniszterelnök ükunokája.

## Élete
Édesapja, gróf borosjenői Tisza Kálmán bölcsésznek tanult, de végül építészmérnök lett. Édesanyja, Katzok Katalin építőipari kémikus. Az Eötvös Loránd Tudományegyetem Bölcsészettudományi Karán szerzett angolnyelv-tanári diplomát. Diplomamunkájának témája a tanári módszerek és a diákok ezekhez való viszonya volt. Hat évig angolt tanított és vizsgáztatott a Bonus nyelviskolában, a Közép-európai Egyetemen (CEU) és a Közgazdasági Politechnikum Alternatív Gimnáziumban, mielőtt elkezdte újságírói tanulmányait a Komlósi Oktatási Stúdióban.
2005-ben rablótámadás érte, és az ezt követően kórházban eltöltött idő alatt kezdte el első novelláskötetét, a Pesti kínálatot. Mivel a könyvnek igen nagy sikere volt, rengeteg felkérést kapott a médiában: napilapoktól, magazinoktól, televízióktól és egy rádiótól (Juventus) is megkeresték együttműködés reményében.
2006-ban jelent meg második kötete, a Reváns, amely hónapokig a sikerlisták élén állt, ezzel még nagyobb népszerűséget és még több rajongót szerezve a szerzőjének.
A Reváns sikere óta csak az írásnak él.
2008-ban férjhez ment, és 2009-ben kislányuk született, Sophie. Visszavonult a nyilvánosságtól, és egy ideig Thaiföldön telepedett le családjával. Hazatérése után interkulturális pszichológia mesterszakot végzett az ELTE-n.

## Művek és munkahelyek

### Íróként
- Pesti kínálat, 2005. I.A.T. Kiadó, 163 p.
- Hét nap nyár, 2005. Sanoma
- Reváns, 2006. Ulpius-ház könyvkiadó, 167 p.
- Főbűnösök, antológia 2006. Ulpius-ház könyvkiadó, 231 p.
- Magyar pszicho (2007. április 13-án jelent meg a XIV. Budapesti Nemzetközi Könyvfesztiválon). Alexandra, 221 p.
- Doktor Kleopátra, 2008, Alexandra Kiadó, 216 p.
- Akik nem sírnak rendesen. Pszichoprózák; Scolar, Bp., 2017
- A legjobb hely a városban te vagy. Terápiás versek; Scolar, Bp., 2018
- Most. Túlélő leszel nem áldozat; Scolar, Bp., 2019
- Kékre szeretni. Feldolgozásregény; Budapest, Scolar, 2020, 256 p.
- Egyedül. A szerethető öregedés felé; Scolar, Budapest, 2021
- Most. Túlélő leszel, nem áldozat; jav. utánnyom.; Scolar, Budapest, 2021
- Hipnózis 6-kor. Abszurd terápiák az utcán, a konyhában és a hálószobában. Semi-fiction; Scolar, Budapest, 2022
- A semmi megszelídítése (Scolar, 2024)[1]

### Újságíróként
- Könyvjelző
- Magyar Hírlap
- Premier
- Nők Lapja
- Évszakok
- Joy
- Vasárnap Reggel
- Nők Lapja Cafe
- Marie Claire

### Szerkesztőként, műsorvezetőként
- Duna TV
- Magyar Televízió
- Juventus Rádió
- TV2 (Alexandra Pódium, irodalmi-kulturális műsor)

### Tanárként
- Bonus Nyelviskola
- Közgazdasági Politechnikum
- Közép-európai Egyetem

## Díjai és elismerései
- Arany Medál díj (2021)[2]